# Saône, Doubs
Saône är en kommun i departementet Doubs i regionen Bourgogne-Franche-Comté i östra Frankrike. Kommunen ligger i kantonen Besançon-Sud som tillhör arrondissementet Besançon. År 2022 hade Saône 3 142 invånare.

## Befolkningsutveckling
Antalet invånare i kommunen Saône
Referens:INSEE